# Scymnini

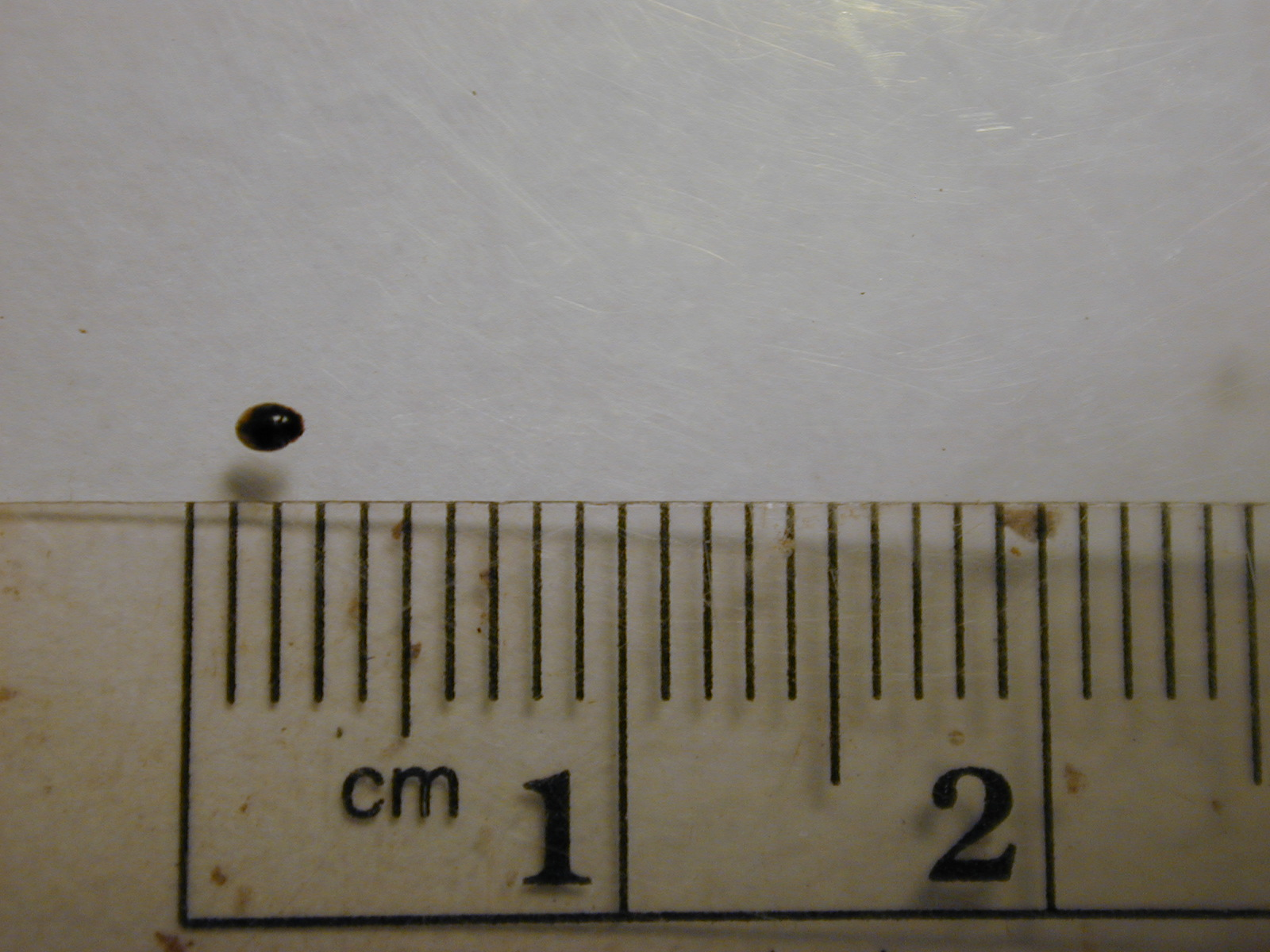
Nephus sp. ist wie die meisten Scymninae zwischen einem und zwei Millimeter lang

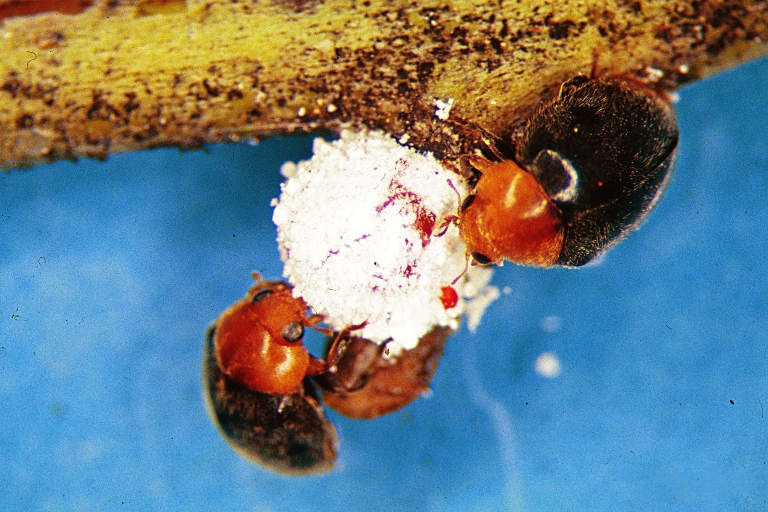
Cryptolaemus montrouzieri mit Blattläusen

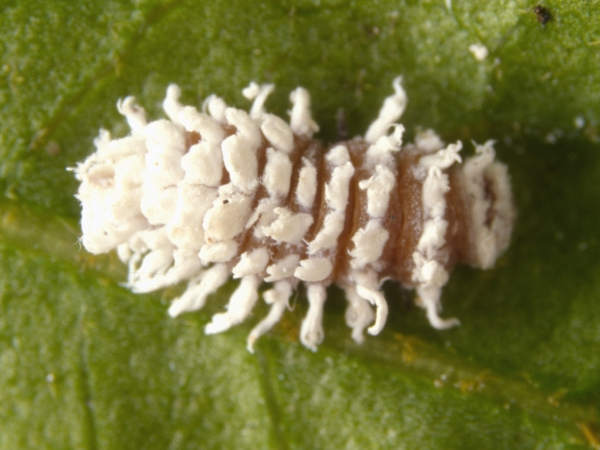
Larve von Cryptolaemus montrouzieri mit Wachsausscheidungen

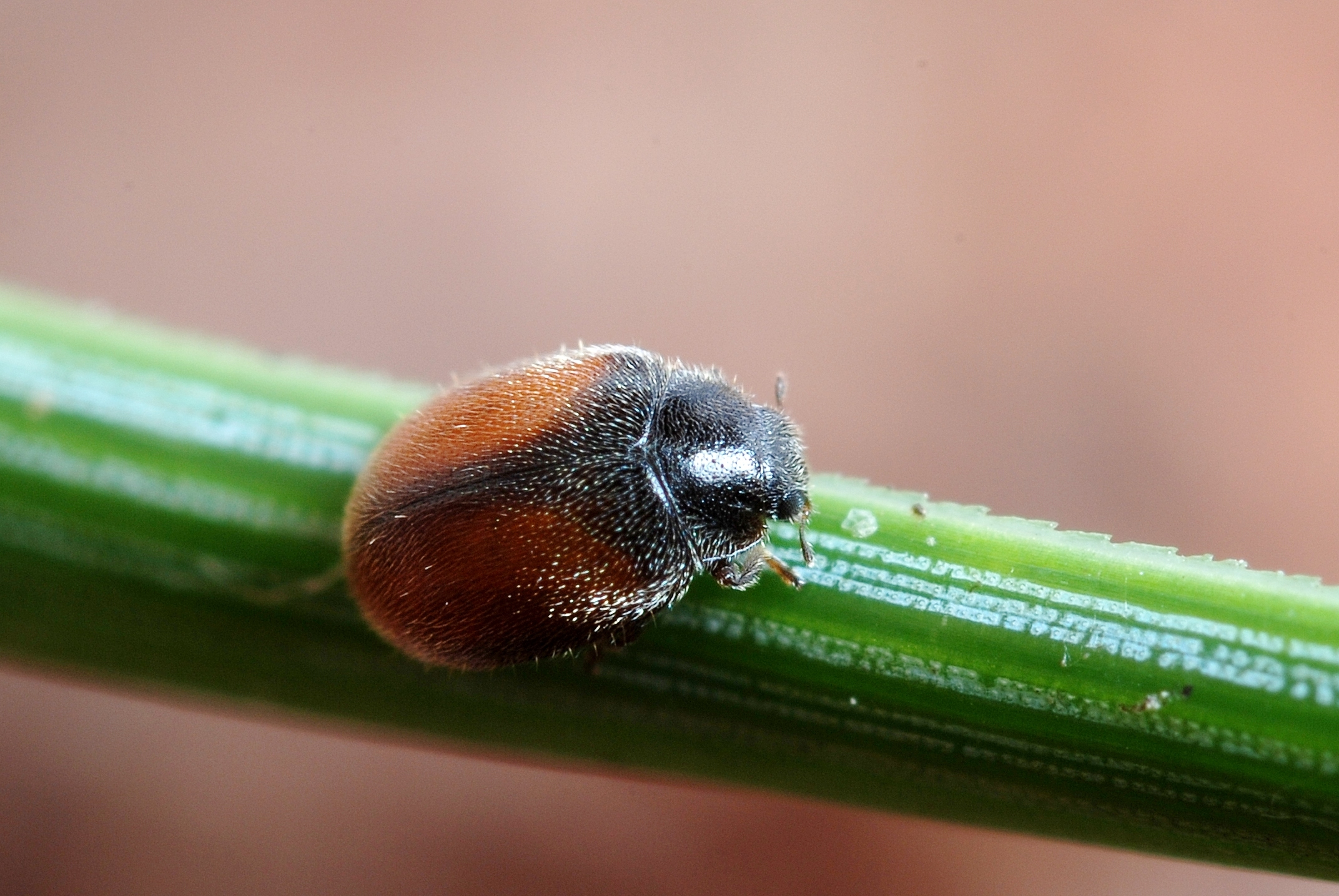
Gestreifter Kiefern-Zwergmarienkäfer (Scymnus suturalis)

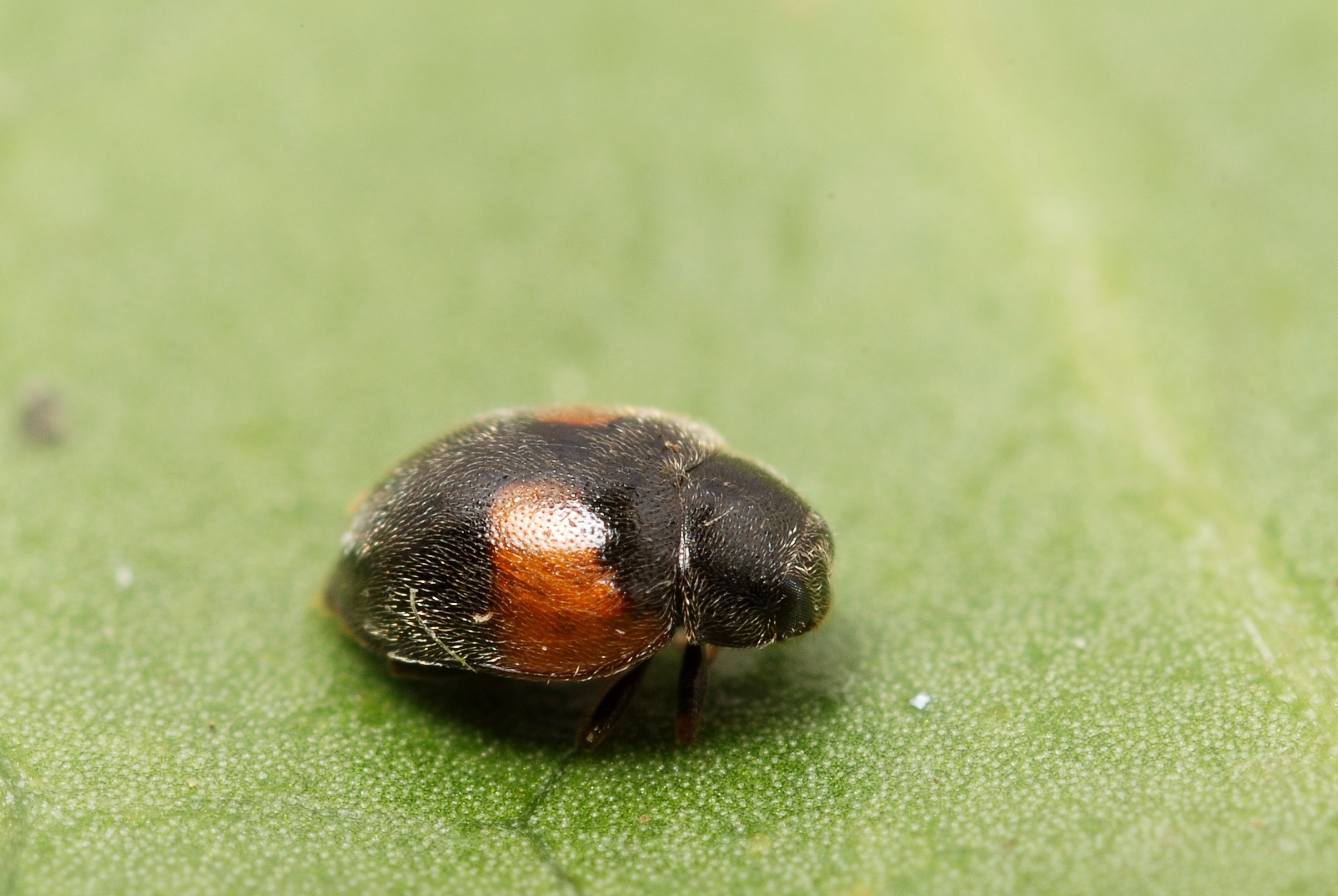
Rainfarn-Zwergmarienkäfer (Scymnus interruptus)

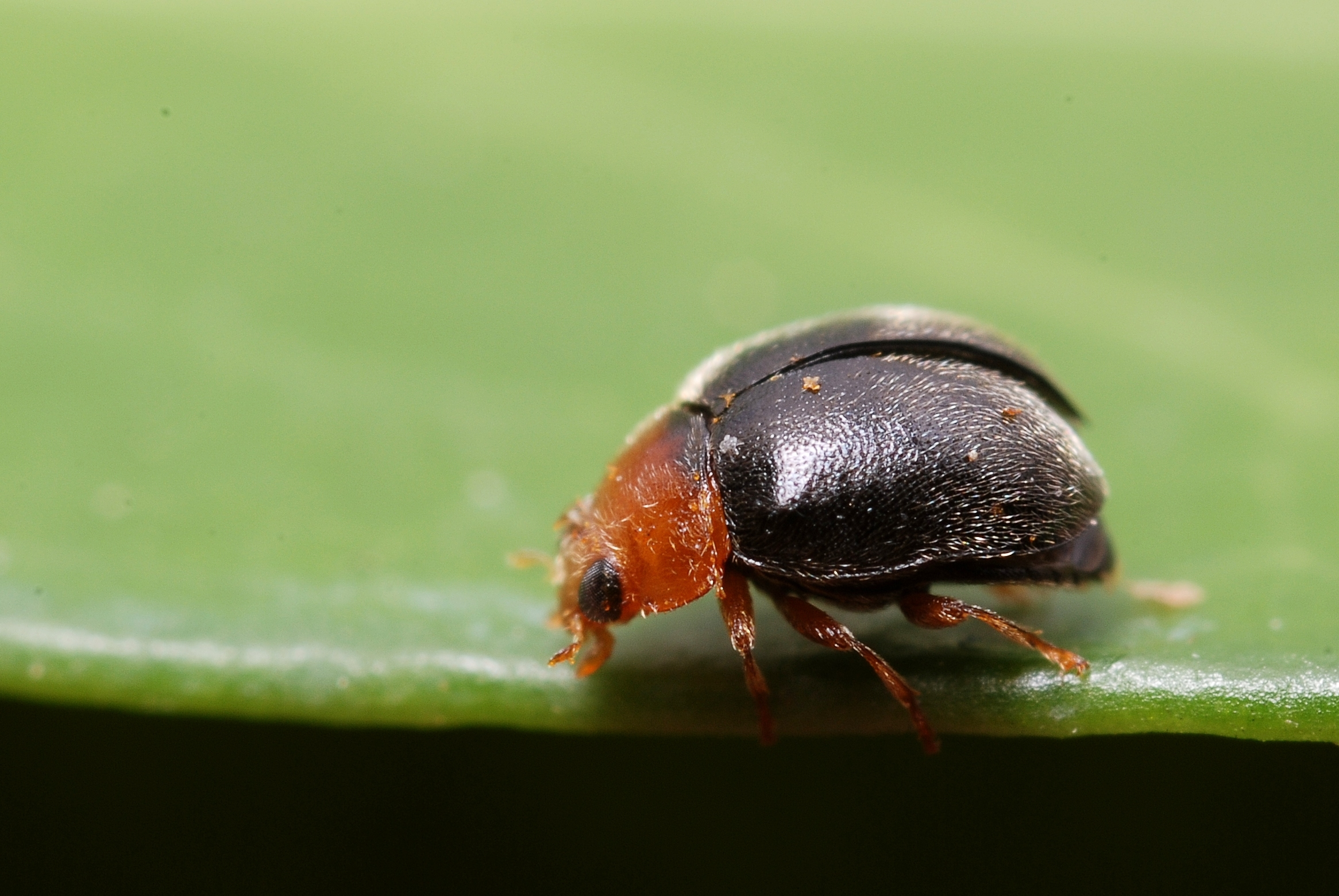
Hopfen-Zwergmarienkäfer (Scymnus rubromaculatus)

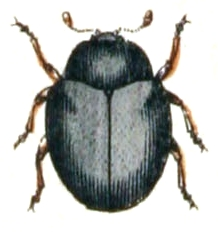
Schwarzer Kiefern-Zwergmarienkäfer (Scymnus nigrinus)

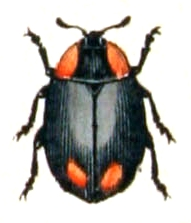
Reppener Kugelmarienkäfer (Hyperaspis reppensis)

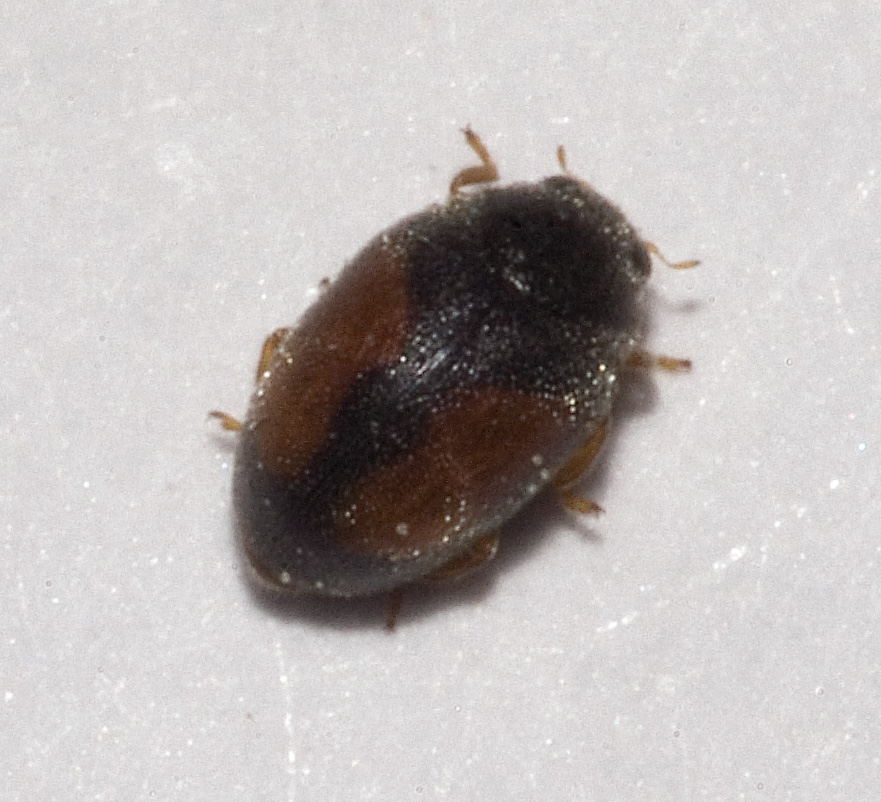
Redtenbachers Zwergmarienkäfer (Nephus redtenbacheri)

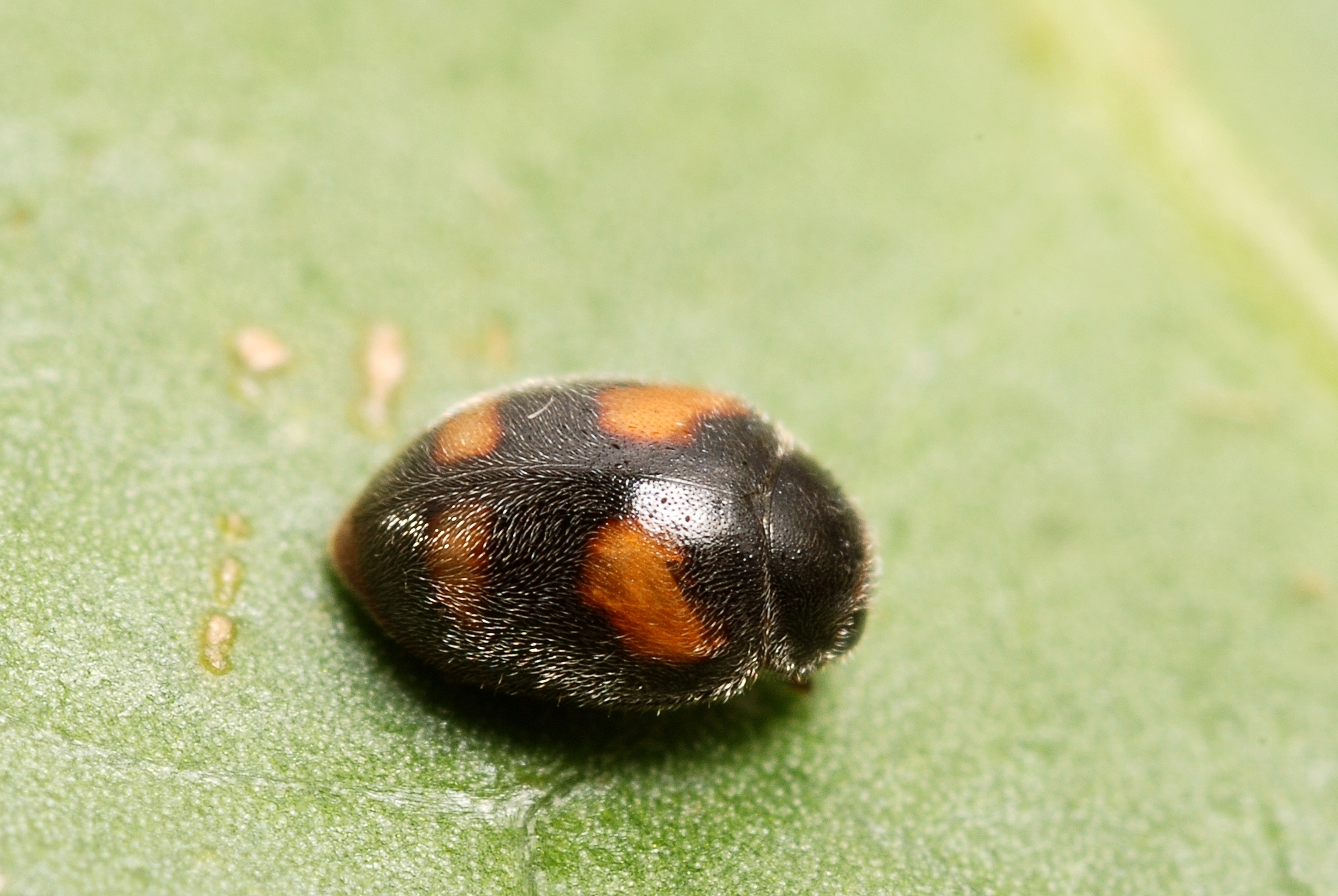
Vierfleckiger Zwergmarienkäfer (Nephus quadrimaculatus)

Die Scymnini sind eine Tribus innerhalb der Marienkäfer (Coccinellidae). Diese Gruppe umfasst viele kleine Arten, die im Deutschen oft als Zwergmarienkäfer bezeichnet werden.

## Merkmale

### Käfer
Die adulten Käfer der Scymnini sind klein, typischerweise ein bis zwei Millimeter lang. Ihr Körper ist halbkugelförmig gewölbt und fast immer mit dichtem Haar bedeckt. Nur wenige Arten haben eine glatte und glänzende Rückenoberfläche. Viele Arten sind anhand ihrer charakteristischen Zeichnung zu identifizieren, ihre Variabilität und Kleinheit macht jedoch meist eine Untersuchung unter dem Mikroskop nötig.
Die Scymnini haben wie die Chilocorini ihren Kopf weit unter den Prothorax (Halsschild) zurückgezogen. Ihre sehr kurzen Fühler sind anders gebaut und haben eine reduzierte Anzahl an Gliedern. Die Chilocorini unterscheiden sich von den Scymnini durch seitlich stark erweiterte Stirnplatten (Clypeus). Das Endglied der oberen Taster ist nicht deutlich dreieckig geformt wie bei den meisten anderen Tribus der Marienkäfer.

### Larven
Die Larven der Scymnini scheiden eine wachsartige Substanz aus, mit der ihr Körper bedeckt ist. Ausnahmen bilden dabei nur die Arten der Gattung Stethorus, die keine solche Wachsbildungen haben. Andererseits gibt es Wachsüberzüge auch bei den Larven anderer Tribus der Marienkäfer, z. B. bei den Coccidulini und Chilocorini.

## Lebensweise und Verbreitung
Die Arten der Tribus Scymnini sind weltweit verbreitet. Sie ernähren sich von Spinnmilben, Schild- und Mottenschildläusen sowie von Blattläusen. Die Käfer legen ihre Eier auf Blätter, welche von den Läusen oder Milben befallen sind. Diese dienen nicht nur den Käfern, sondern auch ihren ebenfalls räuberisch lebenden Larven als Nahrung.

## Systematik
Die Scymnini wurden lange Zeit unter dem Namen Scymninae als eine der zahlreichen Unterfamilien der Marienkäfer angesehen. Im Jahr 2007 wurde von Adam Ślipiński eine neue Systematik vorgeschlagen, die nur noch zwei Unterfamilien enthält. Nach dieser Systematik gehören die Scymnini als Tribus zur Unterfamilie Coccinellinae. Die innere und äußere Systematik der Scymnini innerhalb dieser neuen Unterfamilie muss noch genauer untersucht werden. Vorläufige molekularbiologische Arbeiten haben gezeigt, dass die Familie wahrscheinlich paraphyletisch ist.
Gattungen und einige ausgewählte Arten der Scymnini:
- Acarinus
- Aspidimerus
- Cryptogonus
- Pseudaspidimerus
- Stethorus
  - Schwarzer Kugelmarienkäfer (Stethorus punctillum)
- Parastethorus
- Acoccidula
- Aponephus
- Apseudoscymnus
- Axinoscymnus
- Clitostethus
  - Bogen-Zwergmarienkäfer (Clitostethus arcuatus)
- Cryptolaemus
  - Australischer Marienkäfer (Cryptolaemus montrouzieri)
- Cycloscymnus
- Cyrema
- Depressoscymnus
- Didion
- Geminosipho
- Horniolus
- Keiscymnus
- Leptoscymnus
- Midus
- Nephaspis
- Nephus[4]
  - Untergattung Bipunctatus (9-gliedrige Fühler)
    - Zweipunktiger Zwergmarienkäfer (Nephus (Bipunctatus) bipunctatus)
    - Zweifleckiger Zwergmarienkäfer (Nephus (Bipunctatus) bisignatus)

  - Untergattung Nephus (11-gliedrige Fühler)
    - Vierfleckiger Zwergmarienkäfer (Nephus (Nephus) quadrimaculatus)
    - Redtenbachers Zwergmarienkäfer (Nephus (Nephus) redtenbacheri)
      - Strand-Zwergmarienkäfer (Nephus (Nephus) redtenbacheri limonii)

  - Untergattung Sidis (10-gliedrige Fühler)
    - Nephus anomalus (Nephus (Sidis) anomalus)
    - Nephus horioni (Nephus (Sidis) horioni)
    - Nephus kahleni (Nephus (Sidis) kahleni)
- Parascymnus
- Parasidis
- Propiptus
- Sasajiscymnus
  - Sasajiscymnus tsugae
- Scymniscus
- Scymnobius
- Scymnodes
- Scymnomorpha
- Scymnus[5]
  - Untergattung Mimopullus
    - Scymnus fennicus (Scymnus (Mimopullus) fennicus)
    - Scymnus flagellisiphonatus (Scymnus (Mimopullus) flagellisiphonatus)
    - Scymnus fulvicollis (Scymnus (Mimopullus) fulvicollis)
    - Scymnus mediterraneus (Scymnus (Mimopullus) mediterraneus)
    - Scymnus sacium (Scymnus (Mimopullus) sacium)

  - Untergattung Neopullus
    - Schwarzer Zwergmarienkäfer (Scymnus (Neopullus) ater)
    - Kleiner Rotleibiger Zwergmarienkäfer (Scymnus (Neopullus) haemorrhoidalis)
    - Weiden-Zwergmarienkäfer (Scymnus (Neopullus) limbatus)
    - Schlesischer Zwergmarienkäfer (Scymnus (Neopullus) silesiacus)

  - Untergattung Parapullus
    - Fichten-Kugelmarienkäfer oder Fichten-Zwergmarienkäfer (Scymnus (Parapullus) abietis)

  - Untergattung Pullus
    - Rotsaum-Zwergmarienkäfer (Scymnus (Pullus) auritus)
    - Großer Rotleibiger Zwergmarienkäfer (Scymnus (Pullus) ferrugatus)
    - Schrägbinden-Zwergmarienkäfer (Scymnus (Pullus) subvillosus)
    - Tannen-Zwergmarienkäfer (Scymnus (Pullus) impexus)
    - Gestreifter Kiefern-Zwergmarienkäfer (Scymnus (Pullus) suturalis)

  - Untergattung Scymnus
    - Südlicher Zwergmarienkäfer (Scymnus (Scymnus) apetzi)
    - Dunkelschenkeliger Zwergmarienkäfer (Scymnus (Scymnus) femoralis)
    - Trockenrasen-Zwergmarienkäfer (Scymnus (Scymnus) frontalis)
    - Rainfarn-Zwergmarienkäfer (Scymnus (Scymnus) interruptus)
    - Ähnlicher Zwergmarienkäfer (Scymnus (Scymnus) mimulus)
    - Schwarzer Kiefern-Zwergmarienkäfer (Scymnus (Scymnus) nigrinus)
    - Verkannter Zwergmarienkäfer (Scymnus (Scymnus) pallipediformis apetzoides)
    - Hopfen-Zwergmarienkäfer (Scymnus (Scymnus) rubromaculatus)
- Veronicobius
- Decadiomus
- Diomus
- Heterodiomus
- Magnodiomus
- Erratodiomus
- Viridigloba
- Zagloba
- Zilus
- Selvadius
- Blaisdelliana
- Corystes
- Helesius
- Hyperaspidius
- Hyperaspis
  - Mittelfleckiger Kurzhorn-Marienkäfer (Hyperaspis campestris)
  - Einfarbiger Kurzhorn-Marienkäfer (Hyperaspis concolor)
  - Günthers Kurzhorn-Marienkäfer (Hyperaspis inexpectata)
  - Schulterfleckiger Kurzhorn-Marienkäfer (Hyperaspis pseudopustulata)
  - Reppener Kugelkäfer oder Spitzenfleckiger Kurzhorn-Marienkäfer (Hyperaspis reppensis)
- Thalassa
- Tiphysa
- Brachiacantha
- Cyra
- Hinda
- Calloeneis
- Curticornis
- Pentilia
- Cryptognatha

## Belege